# Sciurus pucheranii
Sciurus pucheranii är en däggdjursart som först beskrevs av Leopold Fitzinger 1867.  Sciurus pucheranii ingår i släktet trädekorrar, och familjen ekorrar. IUCN kategoriserar arten globalt som otillräckligt studerad. Inga underarter finns listade i Catalogue of Life. Wilson & Reeder (2005) skiljer mellan tre underarter. 
Arten tillhör undersläktet Guerlinguetus eller Notosciurus som ibland godkänns som självständigt släkte.
Arten har två från varandra skilda populationer i Colombia, en i bergstrakter och en i landets södra del. Det är nästan inget känt om levnadssättet.
Denna ekorre blir 15 till 21 cm lång (huvud och bål), har en 13,5 till 22,5 cm lång svans och väger 136 till 242 g. Bakfötterna är 3,4 till 5,8 cm långa och öronen 1,5 till 2,9 cm stora. Håren som bildar ovansidans päls är främst bruna och några har ett orange avsnitt vad som syns som korta ljusa streck. Ibland förekommer en mörkare längsgående strimma på ryggens topp. Sciurus pucheranii har orange ögonringar och ibland en orange fläck bakom öronen. På buken finns hår som är grå vid roten och orange vid spetsen. Strupen och i vissa fall bröstet är ännu ljusare till gul- eller vitaktig.